# Heterocithara granolirata
Heterocithara granolirata é uma espécie de gastrópode do gênero Heterocithara, pertencente à família Mangeliidae.